# Coelichneumon eversmanni
Coelichneumon eversmanni är en stekelart som först beskrevs av Berthoumieu 1894.  Coelichneumon eversmanni ingår i släktet Coelichneumon och familjen brokparasitsteklar. Inga underarter finns listade i Catalogue of Life.